# Incoterms
Incoterms (Abkürzung aus englisch International Commercial Terms; deutsch Internationale Handelsklauseln bzw. INCO-Bedingungen) sind eine Reihe freiwilliger Klauseln zur Auslegung handelsüblicher Vertragsformeln im internationalen Warenhandel.

## Allgemeines
Der Außenhandel zwischen Exporteuren und Importeuren kann nur reibungslos funktionieren, wenn die Exporte und Importe in ihren Lieferungs- und Zahlungsbedingungen standardisierte und allgemein anerkannte Handelsklauseln vorsehen, die den Gefahrübergang und Lieferort, die Transportkosten und das Transportrisiko, die Pflicht zur Transportversicherung sowie den Bestimmungsort regeln. Die Incoterms regeln, für welche der Pflichten der Verkäufer beziehungsweise der Käufer verantwortlich ist. Liegen die Incoterms zugrunde, ist lediglich ein bestimmtes Klauselkürzel zu verwenden, ohne die Kosten- und Gefahrverteilung ausführlich beschreiben zu müssen.
Die Incoterms sind Klauseln, die es den Vertragsparteien ermöglichen, im Rahmen eines Kaufvertrags umfangreiche standardisierte Regelungen über den Leistungsort, weitere Leistungspflichten und den Gefahrübergang zu treffen. Die Nutzung von INCOTERMS-Klauseln ist nicht nur international, sondern auch national möglich und empfohlen.
Die Incoterms werden außerdem in verschiedenen Statistiken verwendet: In der Außenhandelsstatistik ist es der statistische Wert, der oft verallgemeinernd und ungenau für die Ausfuhren als FOB-Wert, für Einfuhren als CIF-Wert bezeichnet wird.

## Geschichte
Die im Juni 1920 in Paris gegründete Internationale Handelskammer (englisch International Chamber of Commerce, ICC) befasste sich erstmals im Jahr 1936 mit den Incoterms, die sie als Drucksache Nr. 92 in Französisch, Englisch und Deutsch herausgab. Sie wurden erstmals 1953 und dann wieder 1967, 1976, 1980, 1990, 2000, 2010 und 2019 überarbeitet und den Entwicklungen des internationalen Handels angepasst.

## Einzelheiten
Der aktuelle Stand der Incoterms wird durch Angabe der Jahreszahl gekennzeichnet. Sie wurden mehrfach angepasst, die aktuelle Fassung sind die Incoterms 2020 (8. Revision), gültig seit 1. Januar 2020, veröffentlicht am 10. September 2019.
Die Incoterms 2010 wurden als 7. Revision zum 1. Januar 2011 implementiert. Hierdurch werden die ursprünglich 13 Klauseln der Incoterms 2000 auf 11 Klauseln bei den Incoterms 2010 reduziert, wovon 7 multimodal und 4 nur im See- oder Binnenschifftransport einsetzbar sind.
Die Incoterms sollen vor allem die Verpflichtungen der beteiligten Vertragsparteien, die Kostenübernahme und den Risikoübergang bei der Lieferung von Gütern, unterteilt auf die Wegstrecke, regeln. Die Bestimmungen legen fest, welche Transportkosten der Verkäufer, welche der Käufer zu tragen hat und wer im Falle eines Verlustes oder einer Beschädigung der Ware das Transportrisiko trägt (Gefahrübergang). Die Incoterms geben jedoch keine Auskunft darüber, wann und wo das Eigentum an der Ware von dem Verkäufer auf den Käufer übergeht. Auch Zahlungsbedingungen und Gerichtsstand sowie die umsatzsteuerliche Verschaffung der Verfügungsmacht werden über sie nicht geregelt. Die Pflicht zum Abschluss einer Transportversicherung wird ebenfalls meist nicht durch die Incoterms geregelt. Eine Ausnahme besteht nur bei den Incoterms CIF und CIP. Werden diese Klauseln angewandt, muss der Verkäufer eine zusätzliche Transportversicherung gemäß der entsprechenden Klausel abschließen.
Die Einteilung der Codes erfolgt in vier Gruppen:
- Gruppe E – Abholklausel (EXW)
- Gruppe F – Absendeklauseln ohne Übernahme der Kosten für den Haupttransport durch den Verkäufer (FCA, FAS, FOB)
- Gruppe C – Absendeklauseln mit Übernahme der Kosten für den Haupttransport durch den Verkäufer (CFR, CIF, CPT, CIP)
- Gruppe D – Ankunftsklauseln (DAP, DAT[6], DPU[7], DDP)

Jede Gruppe ist dadurch gekennzeichnet, dass die Kosten- und Risikotragung (Gefahrübergang) innerhalb der Gruppe nach dem gleichen Grundprinzip ausgestaltet ist. Während außerdem die Pflichten des Verkäufers mit jeder Gruppe steigen, reduzieren sich diejenigen des Käufers entsprechend.
Des Weiteren werden aus diesen vier Gruppen nochmals zwei Gruppen zusammengefasst. Die erste Gruppe bezieht sich auf die Klauseln, die für jeden Transport und den kombinierten Transport angewendet werden können (EXW, FCA, CPT, CIP, DAP, DAT, DPU, DDP). Die zweite Gruppe bezieht sich auf die Klauseln, die ausschließlich auf den See- oder Binnenschifffahrtstransport angewendet werden können (FAS, FOB, CFR, CIF).
Jeder Incoterm benötigt zudem eine Ortsangabe, die je nach Vereinbarung genau (Adresse) oder variabel (beispielsweise ein Hafenrevier) sein kann. Im zweiten Fall wird die exakte Adresse ggf. kurz vor Ankunft ermittelt, beispielsweise im Überseehandel (siehe dazu auch ARAG). Die Wirtschaftskommission für Europa (UNECE) bietet hierfür eine Liste an, um zu bestimmen, welche Destinationen für welches Incoterm geeignet sind.
Auch wenn die aktuelle Version „INCOTERMS 2020“ empfohlen ist, ist es auch möglich, bei älteren Verträgen zwischen individuellen Kaufleuten die Einbeziehung älterer Incoterms, z. B. „EXW Hamburg gemäß INCOTERMS 1980“ weiterhin gelten zu lassen. Dieses geschieht zuweilen zwischen langjährigen Vertragspartnern mit einer etablierten und daher unveränderten Handhabung ihrer Im- und Exporte.

## Rechtsfragen
Die Incoterms haben keine Gesetzeskraft; sie werden nur Vertragsbestandteil, wenn sie von Käufer und Verkäufer ausdrücklich in den Vertrag einbezogen werden. Zum Beispiel muss im Vertrag erwähnt sein „CIP gemäß INCOTERMS 2020“, wobei 2020 auf die jeweilige Version der Incoterms verweist. Sonderbestimmungen in einzelnen Verträgen zwischen den Parteien gehen den Incoterms vor. Die Verwendung der Incoterms im Vertrag (durch Angabe von Kürzel der Klausel und des jeweiligen Orts) ist freiwillig.
Rechtlich sind die Incoterms in Deutschland als Allgemeine Geschäftsbedingungen anzusehen, die nur gelten, wenn die Vertragsparteien darauf Bezug nehmen. Sie verbinden den Gefahrübergang mit der Preisgefahr.
Ist bei einem internationalen Warenkauf als Lieferklausel der Incoterm DDP („geliefert verzollt“) ein benannter Bestimmungsort vereinbart worden, ist für die Bedeutung der Klausel in der Regel auf die Anwendungshinweise der Internationalen Handelskammer zurückzugreifen. Danach hat der Verkäufer die geschuldete Lieferung am benannten Bestimmungsort als Bringschuld zu erfüllen. Wenn zwischen den Vertragsparteien eines Kaufvertrages der Incoterm FOB vereinbart ist, ist der Verschiffungshafen der Lieferort nach Art. 5 Nr. 1 EuGVVO. Dem Bundesgerichtshof (BGH) zufolge kommt ein Incoterm (hier: FOB) auch dann mit dem Inhalt der dafür bestehenden Auslegungsregeln der Internationalen Handelskammer zur Anwendung, wenn dies nicht ausdrücklich zwischen den Vertragsparteien vereinbart ist.

## Incoterms 2020
Für den 1. Januar 2020 hat die ICC neue, reformierte INCOTERMS 2020 veröffentlicht. Die Klausel DAT entfällt und die Klausel DPU wurde neu geschaffen.
| Code | englisch                             | Bedeutung                                                | anzugebender Ort                                                                         |
| ---- | ------------------------------------ | -------------------------------------------------------- | ---------------------------------------------------------------------------------------- |
| EXW  | englisch EX Works                    | ab Werk                                                  | Standort des Werks oder jeder andere Ort                                                 |
| FCA  | englisch Free CArrier                | frei Frachtführer                                        | Ort des Verkäufers oder Ort des Frachtführers                                            |
| FAS  | englisch Free Alongside Ship         | frei längsseits Schiff                                   | vereinbarter Verladehafen (ausschließlich zur Schiffsverladung geeignet)                 |
| FOB  | englisch Free On Board               | frei an Bord                                             | vereinbarter Verladehafen (ausschließlich zur Schiffsverladung geeignet)                 |
| CFR  | englisch Cost and FReight            | Kosten und Fracht                                        | vereinbarter Bestimmungshafen (ausschließlich zur Schiffsverladung geeignet)             |
| CIF  | englisch Cost Insurance Freight      | Kosten, Versicherung und Fracht bis zum Bestimmungshafen | vereinbarter Bestimmungshafen (ausschließlich zur Schiffsverladung geeignet)             |
| DAP  | englisch Delivered At Place          | geliefert benannter Ort                                  | vereinbarter Liefer- und Bestimmungsort (meist Bestimmungsterminal oder Ort des Käufers) |
| DPU  | englisch Delivered at Place Unloaded | geliefert benannter Ort entladen                         | vereinbarter Liefer- und Bestimmungsort (meist Bestimmungsterminal oder Ort des Käufers) |
| CPT  | englisch Carriage Paid To            | Fracht bezahlt bis                                       | vereinbarter Bestimmungsort (meist Bestimmungsterminal oder Ort des Käufers)             |
| CIP  | englisch Carriage Insurance Paid     | Fracht und Versicherung bezahlt                          | vereinbarter Bestimmungsort (meist Bestimmungsterminal oder Ort des Käufers)             |
| DDP  | englisch Delivered Duty Paid         | geliefert, Zoll & Steuer bezahlt                         | vereinbarter Liefer- und Bestimmungsort (meist Bestimmungsterminal oder Ort des Käufers) |

### Pflichten desVerkäufersnach denIncoterms 2020
| | Verladung auf Transportmittel am Versendeort | Export-Zollanmeldung | Transport zum Export-Terminal oder -Hafen | Export-Terminal oder -Hafen -Handling (Handling-Charges) | Verladegebühren im Export-Terminal oder -Hafen | Transport zum Import-Terminal oder -Hafen | Handling im Import-Terminal oder -Hafen | Verladen auf Lkw im Import-Terminal oder -Hafen | Transport zum Zielort | Entladegebühren am Zielort | Einfuhr-abwicklung & Versteuerung | Versicherung |
| --- | -------------------------------------------- | -------------------- | ----------------------------------------- | -------------------------------------------------------- | ---------------------------------------------- | ----------------------------------------- | --------------------------------------- | ----------------------------------------------- | --------------------- | -------------------------- | --------------------------------- | ------------ |
| EXW | Käufer                                       | Käufer               | Käufer                                    | Käufer                                                   | Käufer                                         | Käufer                                    | Käufer                                  | Käufer                                          | Käufer                | Käufer                     | Käufer                            | Käufer       |
| FCA, Verkäufer | Verkäufer                                    | Verkäufer            | Käufer                                    | Käufer                                                   | Käufer                                         | Käufer                                    | Käufer                                  | Käufer                                          | Käufer                | Käufer                     | Käufer                            | Käufer       |
| FCA, anderer Ort | Verkäufer                                    | Verkäufer            | Verkäufer                                 | Käufer                                                   | Käufer                                         | Käufer                                    | Käufer                                  | Käufer                                          | Käufer                | Käufer                     | Käufer                            | Käufer       |
| FAS, Versendehafen | Verkäufer                                    | Verkäufer            | Verkäufer                                 | Verkäufer                                                | Käufer                                         | Käufer                                    | Käufer                                  | Käufer                                          | Käufer                | Käufer                     | Käufer                            | Käufer       |
| FOB, Versendehafen | Verkäufer                                    | Verkäufer            | Verkäufer                                 | Verkäufer                                                | Verkäufer                                      | Käufer                                    | Käufer                                  | Käufer                                          | Käufer                | Käufer                     | Käufer                            | Käufer       |
| CFR, Bestimmungshafen2 | Verkäufer                                    | Verkäufer            | Verkäufer                                 | Verkäufer                                                | Verkäufer                                      | Verkäufer                                 | Käufer                                  | Käufer                                          | Käufer                | Käufer                     | Käufer                            | Käufer       |
| CIF, Bestimmungshafen2 | Verkäufer                                    | Verkäufer            | Verkäufer                                 | Verkäufer                                                | Verkäufer                                      | Verkäufer                                 | Käufer                                  | Käufer                                          | Käufer                | Käufer                     | Käufer                            | Verkäufer    |
| DAP, Zielort | Verkäufer                                    | Verkäufer            | Verkäufer                                 | Verkäufer                                                | Verkäufer                                      | Verkäufer                                 | Verkäufer                               | Verkäufer                                       | Verkäufer             | Käufer                     | Käufer                            | Käufer       |
| DPU, Zielort | Verkäufer                                    | Verkäufer            | Verkäufer                                 | Verkäufer                                                | Verkäufer                                      | Verkäufer                                 | Verkäufer                               | Verkäufer                                       | Verkäufer             | Verkäufer                  | Käufer                            | Käufer       |
| CPT1, Zielort | Verkäufer                                    | Verkäufer            | Verkäufer                                 | Verkäufer                                                | Verkäufer                                      | Verkäufer                                 | Verkäufer                               | Verkäufer                                       | Verkäufer             | Verkäufer                  | Käufer                            | Käufer       |
| CIP1, Zielort | Verkäufer                                    | Verkäufer            | Verkäufer                                 | Verkäufer                                                | Verkäufer                                      | Verkäufer                                 | Verkäufer                               | Verkäufer                                       | Verkäufer             | Verkäufer                  | Käufer                            | Verkäufer    |
| DDP, Zielort | Verkäufer                                    | Verkäufer            | Verkäufer                                 | Verkäufer                                                | Verkäufer                                      | Verkäufer                                 | Verkäufer                               | Verkäufer                                       | Verkäufer             | Verkäufer                  | Verkäufer                         | Käufer       |
| 1 Gefahrenübergang auf den Käufer bei CIP und CPT schon ab Übergabe an den ersten Frachtführer. 2 Gefahrenübergang auf den Käufer bei CIF und CFR schon ab Beladung des Schiffs im Versendehafen. |                                              |                      |                                           |                                                          |                                                |                                           |                                         |                                                 |                       |                            |                                   |              |

Hier die für Stückgut und Containerverkehr zu verwendenden multimodalen Klauseln, die sowohl für den Schiffsverkehr als auch für den Land- und Luftverkehr geeignet sind. FAS, FOB und CFR, CIF sind laut ICC Germany vor allem für den Schiffsverkehr geeignet.
EXW ist für den grenzüberschreitenden Handel aus logistischen sowie steuer-, zoll- und ausfuhrkontrollrechtlichen Gründen nicht geeignet. Geeignetes Term für eine Lieferung ab Werk / ab Lager ist in der Regel FCA.
In der Tabelle sind die „Verwandtschaften“ und die Unterschiede der Terms leicht zu erkennen:
| Term                                          | Lieferort / Risiko                                  | Frachtvertrag                                                                                                   | Versicherung | Frachtpapier | Ex- und Importabwicklung                            |
| --------------------------------------------- | --------------------------------------------------- | --- | --- | --- | --------------------------------------------------- |
| EXW (Ab Werk)                                 | Zur Verfügung stellen am vereinbarten Ort           | Der Verkäufer hat keine Pflicht zum Transport. Nicht einmal die Beladung                                        | Der Verkäufer hat keine Pflicht eine Versicherung abzuschließen.                                                                                      | Der Verkäufer hat keine Pflicht                                                                                   | Der Verkäufer hat keine Pflicht.                    |
| FCA, Ort des Verkäufers (Frei Frachtführer)   | beladen auf dem abholenden Fahrzeug                 | Der Verkäufer hat keine Pflicht, zugunsten des Käufers einen Transport durchzuführen, außer es wurde vereinbart | Der Verkäufer hat keine Pflicht eine Versicherung abzuschließen.                                                                                      | Liefernachweis (Quittung)                                                                                         | Der Verkäufer hat die Ausfuhr abzuwickeln.          |
| FCA, anderer Ort (Frei Frachtführer)          | Am vereinbarten Ort beim Frachtführer entladebereit | Der Verkäufer hat keine Pflicht, zugunsten des Käufers einen Transport durchzuführen, außer es wurde vereinbart | Der Verkäufer hat keine Pflicht eine Versicherung abzuschließen.                                                                                      | Liefernachweis (Quittung)                                                                                         | Der Verkäufer hat die Ausfuhr abzuwickeln.          |
| CPT (Frachtfrei)                              | Mit Übergabe an Frachtführer wie bei FCA            | Der Verkäufer muss den Frachtführer bis zum Bestimmungsort bezahlen                                             | Der Verkäufer hat keine Pflicht eine Versicherung abzuschließen.                                                                                      | Der Verkäufer muss gegebenenfalls alle notwendigen Frachtpapiere dem Käufer übergeben                             | Der Verkäufer hat die Ausfuhr abzuwickeln.          |
| CIP (Frachtfrei versichert)                   | Mit Übergabe an Frachtführer wie bei FCA            | Der Verkäufer muss den Frachtführer bis zum Bestimmungsort bezahlen                                             | Der Verkäufer muss eine Versicherung auf eigene Kosten bis zum Bestimmungsort abschließen, „Deckung A, ICC“ (Neuregelung!) über 110 % des Warenwerts. | Der Verkäufer muss gegebenenfalls alle notwendigen Frachtpapiere dem Käufer übergeben                             | Der Verkäufer hat die Ausfuhr abzuwickeln.          |
| DAP (Geliefert benannter Ort)                 | Am vereinbarten Bestimmungsort entladebereit        | Der Verkäufer muss den Transport auf eigene Kosten und Gefahr bis zum Bestimmungsort organisieren und bezahlen  | Der Verkäufer hat keine Pflicht eine Versicherung abzuschließen.                                                                                      | Der Verkäufer muss dem Käufer und auf eigene Kosten alle für die Übernahme notwendigen Frachtdokumente übergeben. | Der Verkäufer hat die Ausfuhr abzuwickeln.          |
| DPU (Geliefert benannter Ort, entladen) (Neu) | Am vereinbarten Bestimmungsort entladen             | Der Verkäufer muss den Transport auf eigene Kosten und Gefahr bis zum Bestimmungsort organisieren und bezahlen  | Der Verkäufer hat keine Pflicht eine Versicherung abzuschließen.                                                                                      | Der Verkäufer muss dem Käufer und auf eigene Kosten alle für die Übernahme notwendigen Frachtdokumente übergeben. | Der Verkäufer hat die Ausfuhr abzuwickeln.          |
| DDP (geliefert verzollt u. versteuert)        | Am vereinbarten Bestimmungsort entladebereit        | Der Verkäufer muss den Transport auf eigene Kosten und Gefahr bis zum Bestimmungsort organisieren und bezahlen  | Der Verkäufer hat keine Pflicht eine Versicherung abzuschließen.                                                                                      | Der Verkäufer muss dem Käufer und auf eigene Kosten alle für die Übernahme notwendigen Frachtdokumente übergeben. | Der Verkäufer hat die Aus- und Einfuhr abzufertigen |

## Incoterms 2010
Die Incoterms 2010 wurden gegenüber der Vorgängerversion Incoterms 2000 in folgenden Punkten geändert:
- Reduzierung der Klauseln von 13 auf 11 (die maritimen Klauseln DAF, DES, DEQ, DDU wurden entfernt; die allgemeinen Klauseln DAT, DAP neu hinzugefügt).
- Gliederung der Incoterms in:

- Rules for any Mode or Modes of Transport (Allgemeine Klauseln):

DAT, DAP, DDP, CPT, CIP, EXW, FCA,
- Rules for Sea and Inland Waterway Transport (See- und Binnenschifffahrt), Zoll:

FAS, FOB, CFR, CIF.
- Die Verständlichkeit und Anwendungssicherheit zur Auswahl der jeweils passenden Incoterms wurde durch die jeder Klausel seit 2010 vorangestellten Guidance Notes[18] erleichtert.
- Der Übergang der Gefahr (Gefahrtragung) erfolgt nun bei FOB und CFR, sobald sich die Güter an Bord des Schiffes befinden.[19]

| Code | englisch                         | Bedeutung                                             | anzugebender Ort                                                                                              |
| ---- | -------------------------------- | ----------------------------------------------------- | --- |
| EXW  | englisch EX Works                | ab Werk                                               | Standort des Werks                                                                                            |
| FCA  | englisch Free CArrier            | frei Frachtführer                                     | Standort des vereinbarten Frachtführers                                                                       |
| FAS  | englisch Free Alongside Ship     | frei längsseits Schiff                                | vereinbarter Verladehafen (nur zur Schiffsverladung empfohlen)                                                |
| FOB  | englisch Free On Board           | frei an Bord                                          | vereinbarter Verladehafen (nur zur Schiffsverladung empfohlen)                                                |
| CFR  | englisch Cost And FReight        | Kosten und Fracht                                     | vereinbarter Bestimmungshafen (nur zur Schiffsverladung empfohlen)                                            |
| CIF  | englisch Cost Insurance Freight  | Kosten, Versicherung, Fracht bis zum Bestimmungshafen | Gefahrübergang am Verschiffungshafen, Kostenübergang ab Bestimmungshafen (nur zur Schiffsverladung empfohlen) |
| DAT  | englisch Delivered At Terminal   | geliefert Terminal                                    | vereinbartes Terminal                                                                                         |
| DAP  | englisch Delivered At Place      | geliefert benannter Ort                               | vereinbarter Lieferort im Einfuhrland                                                                         |
| CPT  | englisch Carriage Paid To        | Fracht bezahlt bis                                    | vereinbarter Bestimmungsort                                                                                   |
| CIP  | englisch Carriage Insurance Paid | Fracht und Versicherung bezahlt                       | vereinbarter Bestimmungsort                                                                                   |
| DDP  | englisch Delivered Duty Paid     | geliefert Zoll bezahlt                                | vereinbarter Lieferort im Einfuhrland                                                                         |

### Pflichten des Verkäufers nach den Incoterms 2010
|     | Verladung auf Transportmittel | Export-Zollanmeldung | Transport zum Exporthafen | Entladen des Lkw im Exporthafen | Ladegebühren im Exporthafen | Transport zum Importhafen | Entladegebühren im Importhafen | Verladen auf Lkw im Importhafen | Transport zum Zielort | Entladegebühren am Zielort | Einfuhr-Verzollung | Einfuhr-Versteuerung | Versicherung |
| --- | ----------------------------- | -------------------- | ------------------------- | ------------------------------- | --------------------------- | ------------------------- | ------------------------------ | ------------------------------- | --------------------- | -------------------------- | ------------------ | -------------------- | ------------ |
| EXW | Käufer                        | Käufer               | Käufer                    | Käufer                          | Käufer                      | Käufer                    | Käufer                         | Käufer                          | Käufer                | Käufer                     | Käufer             | Käufer               | Käufer       |
| FCA | Verkäufer                     | Verkäufer            | Verkäufer                 | Käufer                          | Käufer                      | Käufer                    | Käufer                         | Käufer                          | Käufer                | Käufer                     | Käufer             | Käufer               | Käufer       |
| FAS | Verkäufer                     | Verkäufer            | Verkäufer                 | Verkäufer                       | Käufer                      | Käufer                    | Käufer                         | Käufer                          | Käufer                | Käufer                     | Käufer             | Käufer               | Käufer       |
| FOB | Verkäufer                     | Verkäufer            | Verkäufer                 | Verkäufer                       | Verkäufer                   | Käufer                    | Käufer                         | Käufer                          | Käufer                | Käufer                     | Käufer             | Käufer               | Käufer       |
| CFR | Verkäufer                     | Verkäufer            | Verkäufer                 | Verkäufer                       | Verkäufer                   | Verkäufer                 | Käufer                         | Käufer                          | Käufer                | Käufer                     | Käufer             | Käufer               | Käufer       |
| CIF | Verkäufer                     | Verkäufer            | Verkäufer                 | Verkäufer                       | Verkäufer                   | Verkäufer                 | Käufer                         | Käufer                          | Käufer                | Käufer                     | Käufer             | Käufer               | Verkäufer    |
| DAT | Verkäufer                     | Verkäufer            | Verkäufer                 | Verkäufer                       | Verkäufer                   | Verkäufer                 | Verkäufer                      | Käufer                          | Käufer                | Käufer                     | Käufer             | Käufer               | Käufer       |
| DAP | Verkäufer                     | Verkäufer            | Verkäufer                 | Verkäufer                       | Verkäufer                   | Verkäufer                 | Verkäufer                      | Verkäufer                       | Verkäufer             | Käufer                     | Käufer             | Käufer               | Käufer       |
| CPT | Verkäufer                     | Verkäufer            | Verkäufer                 | Verkäufer                       | Verkäufer                   | Verkäufer                 | Verkäufer                      | Verkäufer                       | Käufer                | Verkäufer                  | Käufer             | Käufer               | Käufer       |
| CIP | Verkäufer                     | Verkäufer            | Verkäufer                 | Verkäufer                       | Verkäufer                   | Verkäufer                 | Verkäufer                      | Verkäufer                       | Käufer                | Verkäufer                  | Käufer             | Käufer               | Verkäufer    |
| DDP | Verkäufer                     | Verkäufer            | Verkäufer                 | Verkäufer                       | Verkäufer                   | Verkäufer                 | Verkäufer                      | Verkäufer                       | Verkäufer             | Verkäufer                  | Verkäufer          | Verkäufer            | Käufer       |

## Incoterm-Codes 2000
| Code | englisch                         | Bedeutung                                                | anzugebender Ort                                            |
| ---- | -------------------------------- | -------------------------------------------------------- | ----------------------------------------------------------- |
| EXW  | englisch EX Works                | ab Werk                                                  | Standort des Werks                                          |
| FCA  | englisch Free CArrier            | Frei Frachtführer                                        | Standort des vereinbarten Frachtführers                     |
| FAS  | englisch Free Alongside Ship     | frei längsseits Schiff, nur für Schiffstransporte        | vereinbarter Verladehafen                                   |
| FOB  | englisch Free On Board           | frei an Bord                                             | vereinbarter Verladehafen                                   |
| CFR  | englisch Cost And FReight        | Kosten und Fracht, nur für Schiffstransporte             | vereinbarter Bestimmungshafen                               |
| CIF  | englisch Cost Insurance Freight  | Kosten, Versicherung und Fracht bis zum Bestimmungshafen | vereinbarter Bestimmungshafen (nur für Seefracht empfohlen) |
| CPT  | englisch Carriage Paid To        | Fracht bezahlt bis                                       | vereinbarter Bestimmungsort                                 |
| CIP  | englisch Carriage Insurance Paid | Fracht und Versicherung bezahlt bis                      | vereinbarter Bestimmungsort                                 |
| DAF  | englisch Delivered At Frontier   | frei Grenze                                              | vereinbarter Lieferort an der Grenze                        |
| DES  | englisch Delivered Ex Ship       | frei ab Schiff, nur für Schiffstransporte                | vereinbarter Bestimmungshafen                               |
| DEQ  | englisch Delivered Ex Quay       | frei ab Kai, nur für Schiffstransporte                   | vereinbarter Bestimmungshafen inkl. Entladung               |
| DDU  | englisch Delivered Duty Unpaid   | frei unverzollt                                          | vereinbarter Bestimmungsort im Einfuhrland                  |
| DDP  | englisch Delivered Duty Paid     | frei verzollt                                            | vereinbarter Lieferort im Einfuhrland                       |

## Ablauf eines Imports nach den Incoterms
Der Ablauf eines Imports verläuft – orientiert an den Incoterms – wie folgt:
```
    
Exporteur
 → 
Spediteur
 → 
Verlader
 → 
Reederei
  →  
Entlader
 → Spediteur → 
Importeur

    EXW       → FAS       → FOB      → CFR/CIF   →  EX SHIP  → EX QUAI   → CIP
```

Durch Verwendung einer der Abkürzungen als Handelsklausel einigen sich Exporteur und Importeur über die Kostenverteilung des Geschäfts. Dieser Ablauf wird logistisch in die drei Phasen Vorlauf (im Beispiel einschließlich Verlader), Hauptlauf (Reederei) und Nachlauf (Entlader und Spediteur) eingeteilt.

## Marke und Lizenzierung
Incoterms ist eine geschützte, registrierte Marke der ICC, die in Europa sowohl als Wortmarke als auch als Bildmarke geschützt ist. In der Bundesrepublik Deutschland werden die Markenrechte durch den ICC e. V., Internationale Handelskammer in Berlin, wahrgenommen. Weiterbildungshäuser und Trainer unterliegen dem ICC e. V. gegenüber einer Lizenzierungspflicht.